# Peckham Glacier
Peckham Glacier är en glaciär i Antarktis. Den ligger i Östantarktis. Australien gör anspråk på området. Peckham Glacier ligger 669 meter över havet.
Terrängen runt Peckham Glacier är varierad. Trakten är obefolkad. Det finns inga samhällen i närheten. 